# Rolleston (Nottinghamshire)
Rolleston – wieś i civil parish w Anglii, w hrabstwie Nottinghamshire, w dystrykcie Newark and Sherwood. Leży 21 km na północny wschód od miasta Nottingham i 181 km na północ od Londynu. W 2011 roku civil parish liczyła 312 mieszkańców. Rolleston jest wspomniana w Domesday Book (1086) jako Roldestun/Rollestone/Rollestune.